# Thomas Gallaudet (1822-1902)
Pour les articles homonymes, voir Gallaudet (homonymie).
Le révérend Thomas Gallaudet est né le 3 juin 1822 à Hartford dans le Connecticut aux États-Unis et mort le 27 août 1902 à New York, est un prêtre épiscopalien américain.

## Biographie
Thomas Gallaudet est le premier enfant de Thomas Hopkins Gallaudet et de Sophia Fowler Gallaudet ; et son dernier frère est Edward Miner Gallaudet. Il réussit sa maîtrise au collège de Trinity à Hartford. Il devient l'enseigne à l'école New York School for the Deaf où il rencontre Elizabeth Budd, une étudiante sourde. Thomas Gallaudet et Elizabeth Budd sont mariés en 1845 et ont eu sept enfants. Thomas Gallaudet fonde l’église St. Ann's Church for Deaf-mutes pour les sourds à New York en 1952. Gallaudet Home Thomas Gallaudet est décédé le 27 août 1902 à New York.